# Боровець (Островський повіт)
Боровець (пол. Borowiec) — село в Польщі, у гміні Острув-Велькопольський Островського повіту Великопольського воєводства.